# Crunchyroll (Unternehmen, Frankreich)
Crunchyroll SAS (ehemals Viz Media Europe SAS) ist ein französischer Verlag für Animes und Mangas. Die Crunchyroll SAS ist eine Tochter von US-amerikanischen Unternehmen Crunchyroll. Crunchyroll hält den Mehrheitsanteil an der Crunchyroll SAS und die Hitotsubashi Group hat eine Minderheitsbeteiligung inne. Das Unternehmen wurde 2007 gegründet und ihr Hauptsitz befindet sich in Paris und gehört zum Crunchyroll EMEA Netwerk. Ihr Aktionsraum ist Europa, der nahe Osten und Afrika.

## Geschichte
Viz Media Europe
Die amerikanische Viz Media Llc. organisierte 2007 ihr europäisches Geschäftsfeld neu. Im Rahmen dieser Neugliederung verlegte Viz Media die europäische Zentrale von Amsterdam (Niederlande) nach Paris (Frankreich). Das so entstandene Unternehmen wurde am 15. Januar 2007 unter dem Namen Viz Media Europe gegründet und übernahm alle europäischen, nahöstlichen und afrikanischen Aktivitäten von Viz Media. 2009 wurde das französische Unternehmen Kazé in die Gruppe aufgenommen und der Schweizer DVD-Verlag Anime Virtual sowie der deutsche Verleger AV Visionen von der Hitotsubashi Group aufgekauft. Aus Anime Virtual wurde 2011 Viz Media Switzerland und war seitdem der Viz Media Europe Group untergeordnet gewesen. Animes und Mangas werden im französischen und im deutschen Raum vom Label Kazé vertrieben. 2013 eröffnete Viz Media Europe eine Video-on-Demand-Plattform für den französischen Markt unter dem Namen Anime Digital Network, welche aus der Fusion von KZPlay und Genzai hervorging.
Crunchyroll SAS
Crunchyroll teilte am 6. September 2019 mit, dass man die Viz Media Europe Group und dessen Tochterfirmen mehrheitlich übernommen hat. Die Hitotsubashi Group behält eine Minderheitsbeteiligung. Am 1. Oktober 2019 gab das Bundeskartellamt die Freigabe für die Übernahme und die österreichische Bundeswettbewerbsbehörde gab am 14. Oktober 2019 ihre Freigabe. Am 4. Dezember 2019 verkündeten Crunchyroll und die Viz Media Europe Group, dass Crunchyroll nun offiziell die Mehrheitsbeteiligung übernommen hat. Im Rahmen der Übernahme wurden VMEs Manga-Lizenzgeschäfte ausgelagert. Shogakukan und Shueisha gründeten die VME PLB, welche nun für die Lizenzierung und Vermarktung der Mangas im EMEA-Raum und Lateinamerika verantwortlich ist. Am 27. Januar 2020 wurde beschlossen, dass die Viz Media Europe SAS zur Crunchyroll SAS umfirmiert.  Crunchyroll gab am 27. Juli 2022 bekannt, dass man sich von Anime Digital Network trennt und Média-Participations nun der alleinige Eigentümer der Plattform ist.

## Logos

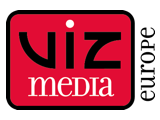
Logo bis 2017
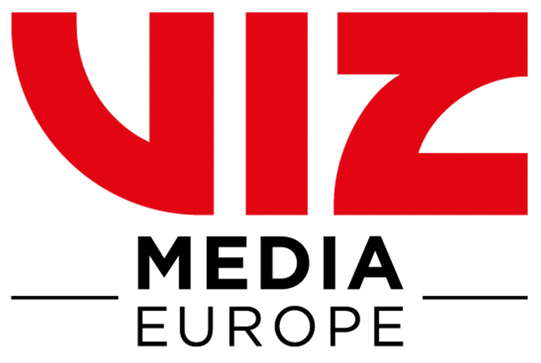
Logo von 2017 bis 2019
Langlogo (2020 bis 2024)
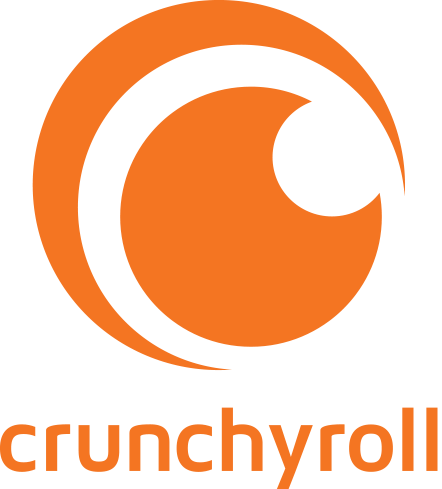
Kompaktlogo (2020 bis 2024)
Langlogo (seit 2024)
Kompaktlogo (seit 2024)

## Kazé
Kazé war ein französischer Anime- und Manga-Verlag mit Hauptsitz in Paris. Das Unternehmen wurde 1994 unter dem Namen Kaze gegründet und wurde 2010 zu Kazé umfirmiert. 2006 gründete das Unternehmen, gemeinsam mit dem schweizerischen Anime Virtual, das Musiklabel Wasabi Records. Kazé übernahm im April 2007 vollständig die Firma Daipen mit ihren Labels Asuka und Discount Manga. 2007 erweiterte Kazé sein Portfolio um den Film Shinobi, welches der erste Realfilm des Verlages im französischen Kino war. Am 28. August 2009 gaben die japanischen Verlage Shōgakukan und Shūeisha, sowie das Unternehmen Shōgakukan-Shūeisha Productions Co., Ltd. die Akquisition von Kazé SAS bekannt. Das Unternehmen wurde in Frankreich durch die Viz Media Europe vertreten. Vor dem Kauf wurden die Mangas des Unternehmens unter dem Asuka-Impressum veröffentlicht. Ab Januar 2010 werden nur noch Boys-Love-Titel unter dem Imprint Asuka-veröffentlicht. Der Großteil der Titel wurde auf das neue Kazé-Logo des Unternehmens verlagert, einschließlich späterer Bände von Nicht-Yaoi-Serien, die unter dem Asuka-Logo gestartet wurden. Das deutsche Pendant zu dem Unternehmen ist Kazé Deutschland, welches eines der Hauptlabels von Crunchyroll SA (ehemals: VIZ Media Switzerland) war. Am 1. Juni 2022 wurde angekündigt, dass das Label Kazé und seine Sublabels unter der Marke Crunchyroll vereint werden.
Kazé unterteilte sich in Frankreich in mehrere Sublabels.
Kazé Anime
Unter dem Sublabel Kazé Anime veröffentlichte Kazé Animes.
Kazé Manga
Kazé Manga war das Sublabel für Manga-Publikationen.  Die Mangas werden in Buchform ausgewertet.
Kazé Shojo
Kazé Shojo war ein Sublabel für ein weibliches Zielpublikum.
Asuka
Asuka war ein Sublabel für Yaoi-Titel. Das Label wurde aus dem Portfolio von Daipen übernommen. Unter Daipen wurden nicht nur Yaoi-Titel veröffentlicht, sondern diente es als eine der Hauptlabels Daipens für allgemeine Manga-Publikationen. Ab der Übernahme durch Kazé erscheinen nur noch Yaoi-Titel unter diesem Label.

## KZTV
KZTV war ein französischer Fernsehsender der von Kazé am 1. Juli 2009 gegründet wurde. Er richtete sich an französische Anime- und J-Music-Fans. Der Kanal wurde in Frankreich bei Free (Kanal 96), bei SFR (Kanal 140) und Orange (Kanal 146) angeboten. Der Betrieb des Kanals wurde am 31. März 2017 eingestellt.

## KZplay
KZplay (ausgesprochen Kazé Play) war eine Video-on-Demand-Plattform für Animes und richtete sich an den franzosischen Markt. Sie wurde am 7. Oktober 2009 gestartet. KZplay ging 2013 in Anime Digital Network auf.